# Université royale et pontificale du Mexique
L'université royale et pontificale du Mexique (en espagnol Real y Pontificia Universidad de México) a été créée le 21 septembre 1551 par décret royal de Charles Quint à Valladolid, en Espagne. Elle est considérée comme la première université d'Amérique du Nord et la troisième en Amérique après l'université de Santo Domingo (1538), puis l'université nationale principale de San Marcos, fondée le 12 mai de la même année.

## Voir Aussi
- Antonio Rubio de Rueda